# Joanna Adler
Pour les articles homonymes, voir Adler.
Joanna Adler, née en 1964, est une actrice de télévision et de cinéma américaine.

## Filmographie
- 1993 : The Five Spot : la fille neurotique
- 1996 : The Proprietor
- 1997 : Ties to Rachel : Deke
- 1998 : Meurtre parfait (A Perfect Murder) : Vyczowski
- 1998 : Sex and the City (série télévisée) : Syd
- 1998 : Side Streets (en) de  Tony Gerber (en) : la policière
- 1998 : The Silent Love of the Fish (court métrage) : le garçon
- 1998 : A Fish in the Bathtub de Joan Micklin Silver
- 1999 : Just the Ticket : Vickie
- 2000 : Down to You : la femme aux piercings
- 2000 : Drop Back Ten : la barmaid
- 2000 : Cosby (série télévisée) : Dr. Ball
- 2001 : Trigger Happy : Katja
- 2003 : The Event : Gaby Shapiro-Schnell
- 2003 : Rock Academy (School of Rock) : la mère de Summer
- 2004 : Book of Love d'Alan Brown : Melissa
- 2004 : Boutique (court métrage) : Cordelia
- 2004 : My Mom and Dad (court métrage) : Betty
- 2006 : The Wedding Weekend : Sheila
- 2006 : The Big Bad Swim : Dr. Gaskill
- 2006 : New York, unité spéciale (saison 8, épisode 1) : Persophone James
- 2008 : New Amsterdam (série télévisée) : Tech
- 2008 : Law & Order: Criminal Intent (série télévisée) : Anna Nobile
- 2009 : The Unusuals (série télévisée) : Jennifer Goodman
- 2009 : Ugly Betty (série télévisée) : planificateur de mariage
- 2002-2010 : New York, police judiciaire (Law & Order) (série télévisée) : Barbara Speight / Amber Woods
- 2010 : Gravity (série télévisée) : Sissy Rosenblum, la mère d'Adam
- 2010 : An Invisible Sign : la mère de Lisa
- 2010 : New York, unité spéciale (saison 11, épisode 14) : Sarah Gallagher
- 2010-2011 : 30 Rock (série télévisée) : Donna Straunk
- 2012 : The Good Wife (série télévisée) : Miss Ledger
- 2012 : Chicago Fire (série télévisée) : Sondra Sherman
- 2011-2012 : Ma femme, ses enfants et moi (Are We There Yet?) (série télévisée) : Mrs. Phillips
- 2006-2013 : The Venture Bros. (série télévisée) : Myra Brandish / Jackie / Drew Quymn (voix)
- 2014 : Dinner at 40 (court métrage) : Abby
- 2014 : Devious Maids (série télévisée) : Opal Sinclair
- 2014 : Ruth & Alex : la mère de Justin
- 2014 : La Revanche des dragons verts : Gwen Shore
- 2014 : Kill Me (court métrage) : la serveuse
- 2013-2015 : Orange Is the New Black (série télévisée) : Chaplain Royce
- 2016 : Deadbeat (série télévisée) : Shelly
- 2016 : Almost Paris : Lauren
- 2016-2017 : Divorce (série télévisée) : Vendela
- 2017 : Black List (série télévisée) : Kathryn Nemec
- 2017 : The Tick (série télévisée) : docteure Creek
- 2017 : The Sinner (série télévisée) : détective Farmer
- 2018 : Alex Strangelove : Holly Truelove
- 2018 : Les Faussaires de Manhattan (Can You Ever Forgive Me?) : Arlene
- 2020 : American Pickle (An American Pickle) de Brandon Trost : professeur Kim Eklund
- 2021 : Tick, Tick... Boom! de Lin-Manuel Miranda